# Saprosites wittei
Saprosites wittei är en skalbaggsart som beskrevs av Renaud Maurice Adrien Paulian 1954. Saprosites wittei ingår i släktet Saprosites och familjen Aphodiidae. Inga underarter finns listade i Catalogue of Life.